# Cultura Las Mercedes
La Cultura Las Mercedes es una de las más antigua de la llanura chaco-santiagueña, ya que se desarrolló entre los años 400 a. C. y el 700 d. C. Pertenece al período agroalfarero temprano. Emplazó sus asentamientos sobre los márgenes de los ríos Dulce y Salado y su dispersión tuvo influencia hacia el oeste de la provincia de Santiago del Estero.
Básicamente fue una sociedad de cazadores-recolectores que se asentó en aldeas estables e inició las prácticas de una agricultura incipiente. Su economía fue mixta, implementaron el cultivo de bañado, la pesca y caza de animales acuáticos así como una abundante recolección del algarroba y chañar. Con esta cultura se introdujo en la región de llanuras la ideología del culto al felino.
Sobre el final del período se observan contactos con la Cultura de la Aguada o con otras culturas de las llanuras a las que transmitieron sus fundamentos ideológicos. El medio ambiente presentaba la posibilidad de una gran diversificación de recursos, favoreciendo la vida en aldeas de estos grupos de tradición nómade.
La cerámica característica va del gris al negro muy pulido, con incisiones geométricas y frecuente relleno de pasta blanca. Se encuentra algo de cerámica rojiza e incluso pintada de manifiesta influencia de la Cultura Condorhuasi. Los motivos del dibujo predominantes son aserrados. Existen hachas de piedra, abundantes puntas de flecha triangulares, piedras de boleadora, punzones de hueso, etc. 
Las habitaciones debieron ser de material perecedero, y en las tumbas existen entierros de criaturas en urnas. Restos humanos de un entierro localizado en la cuenca superior del río Dulce, constituyen un notable hallazgo debido a la ausencia de registros bioarqueológicos en referencia a los integrantes de estas sociedades alfareras. Los remanentes esqueletales yacían a 130 centímetros de la superficie, conformando un enterratorio de tipo directo. Le sucedería la Cultura Sunchituyoc.

## Descripción

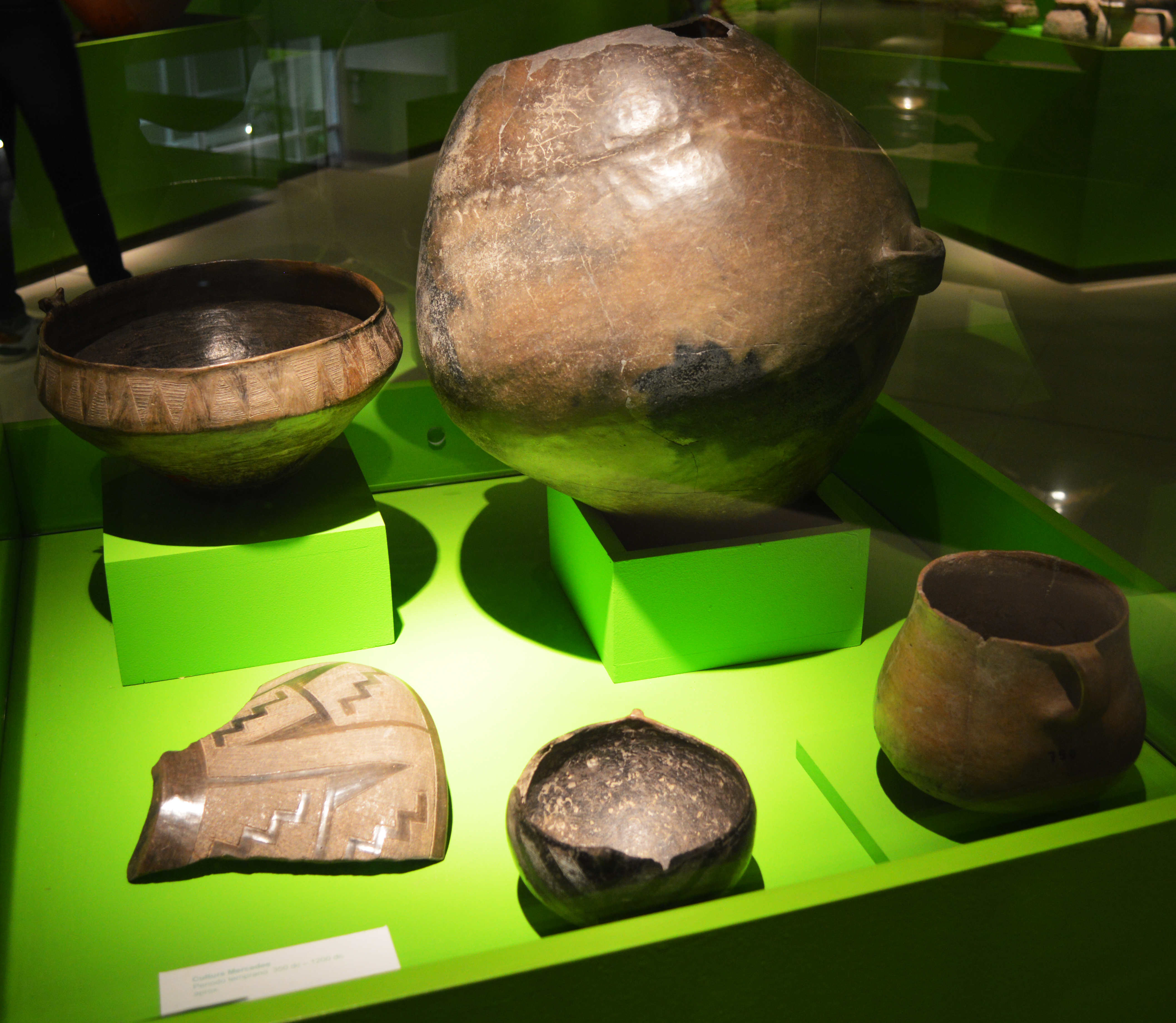
Alfarería negra incisa de la Cultura Las Mercedes. Museo de Ciencias Antropológicas "Emilio y Duncan Wagner", Centro Cultural del Bicentenario, Santiago del Estero.

### Ubicación cronológica y geográfica
La Cultura Las Mercedes se desarrolló entre el 400 a. C. y el 700 d. C.. Se localizó en las sierras de Sumampa y Guasayán, en el interior de la provincia argentina de Santiago del Estero. La cerámica que identifica a esta cultura puede ser: gris negra si fue cocida en horno cerrado, o bien rojiza si se la coció en atmósferas oxidantes (hornos abiertos). Las piezas pueden ser lisas, grabadas o pintadas de blanco sobre fondo rojo o negro, con motivos geométricos.
A pesar de la gran cantidad de material arqueológico procedente de la región de Santiago del Estero, son pocos los estudios desarrollados. En una época, los hermanos Emilio y Duncan Wagner atribuyeron en su teoría de la Civilización Chaco-Santiagueña una exagerada antigüedad a las culturas de la mesopotamia santiagueña. Postularon un hipotético “Imperio de las llanuras” y las emparentaron con remotas civilizaciones del Cercano Oriente. Luego se llegó a la conclusión de que dichas culturas son similares y en gran parte contemporáneas con otras del Noroeste argentino. En Santiago del Estero el periodo temprano estaría representado por la cultura de Las Mercedes.
Según los datos disponibles, Las Mercedes es la entidad cultural agroalfarera más antigua de la región. Su bautizo y catalogación fue obra del arqueólogo Roque Gómez. Con un patrón de asentamiento aparentemente distinto al de la tradición posterior, Las Mercedes se dispersa en el sector occidental de la provincia, con instalaciones extremas hasta ahora conocidas ubicadas en la mesopotamia de los ríos Dulce y Salado, específicamente en la aldea de Sayanita.

### Características

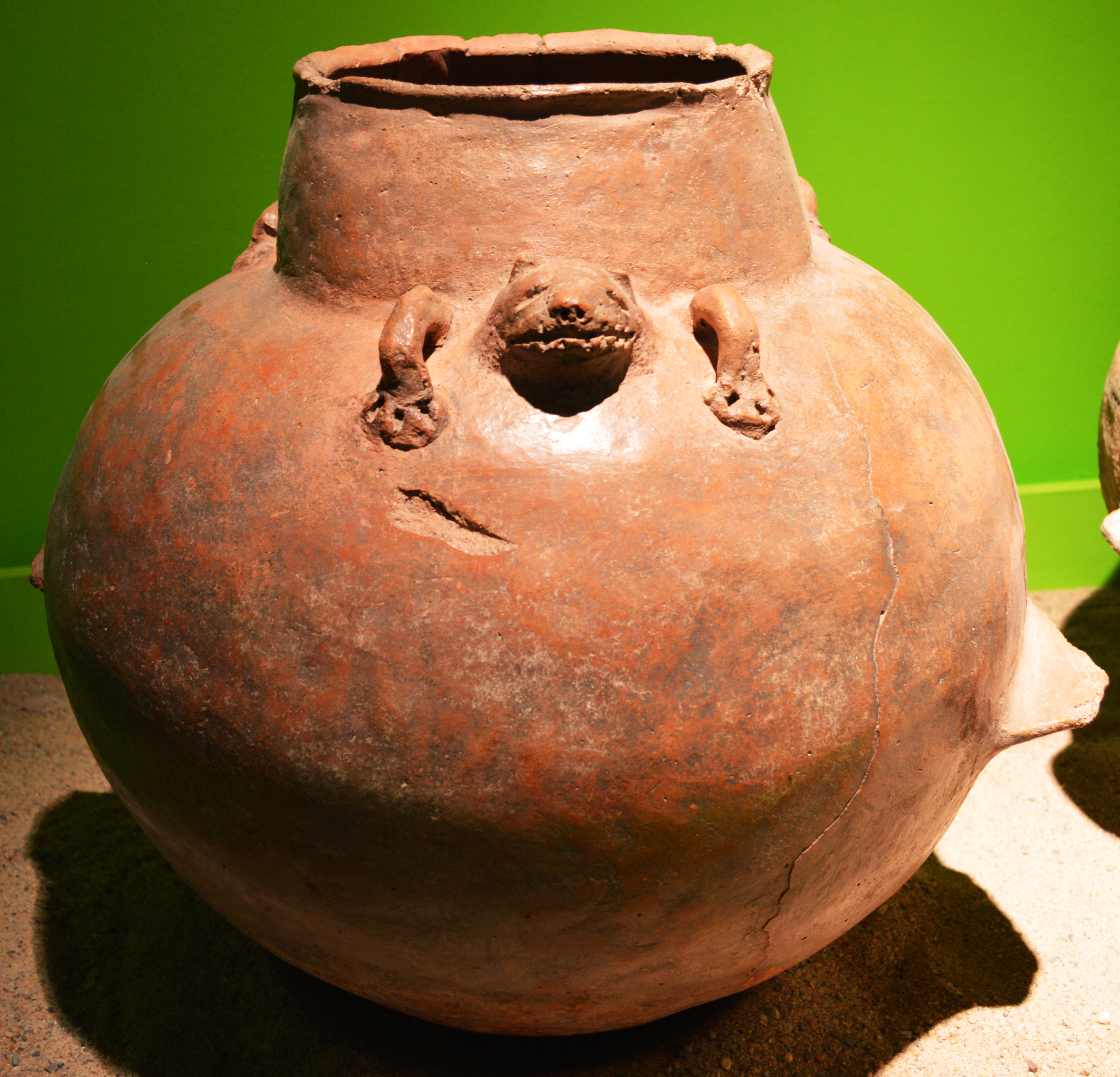
Urna rojiza con figura draconiforme. Museo de Ciencias Antropológicas "Emilio y Duncan Wagner", Centro Cultural del Bicentenario, Santiago del Estero.

Los rasgos cerámicos de Las Mercedes se pueden sintetizar en dos grandes grupos: uno de alfarería negra incisa, con formas y decoración que la vinculan a Cultura de la Ciénaga y la Cultura de la Aguada del área Valliserrana. El otro grupo, llamado "Cortaderas", es de color rojizo  y con decoración tricolor negro y blanco, cuyos ejemplares más típicos se encuentran en la zona del Departamento Ambato.
Alguna de esas piezas, pertenecientes a la colección Rosso, presentan figuras draconiformes y otras antropomorfas (Aguada), y sus rasgos faciales presentan la particular nariz llamada ganchuda; dichos motivos que se completan con otros geométricos. Las representaciones figurativas parecen poco comunes en el territorio de Santiago del Estero. En general las piezas "Cortaderas" de Santiago conservan solamente el escalonado y la morfología característicos de cuerpos superpuestos y base cónica. Aparentemente al penetrar en la llanura, el estilo Cortaderas pierde algunos de los temas que la individualizaban en el Ambato. Por otra parte tampoco hay buenos datos acerca de los porcentajes relativos de este grupo respecto a los otros tipos Las Mercedes, ni parece claro que su asociación haya sido permanente.
Otros elementos del contexto son comunes a la tradición posterior: las puntas líticas triangulares pequeñas, la industria del hueso o la presencia de miniaturas. En este sentido, Las Mercedes es una especie de puente entre las entidades culturales del Ambato y la típica tradición de la llanura. No hay datos sobre el sistema económico, aparte de su actividad cazadora y pescadora. También se especula que tuviera una horticultura muy primitiva.

### Conclusiones

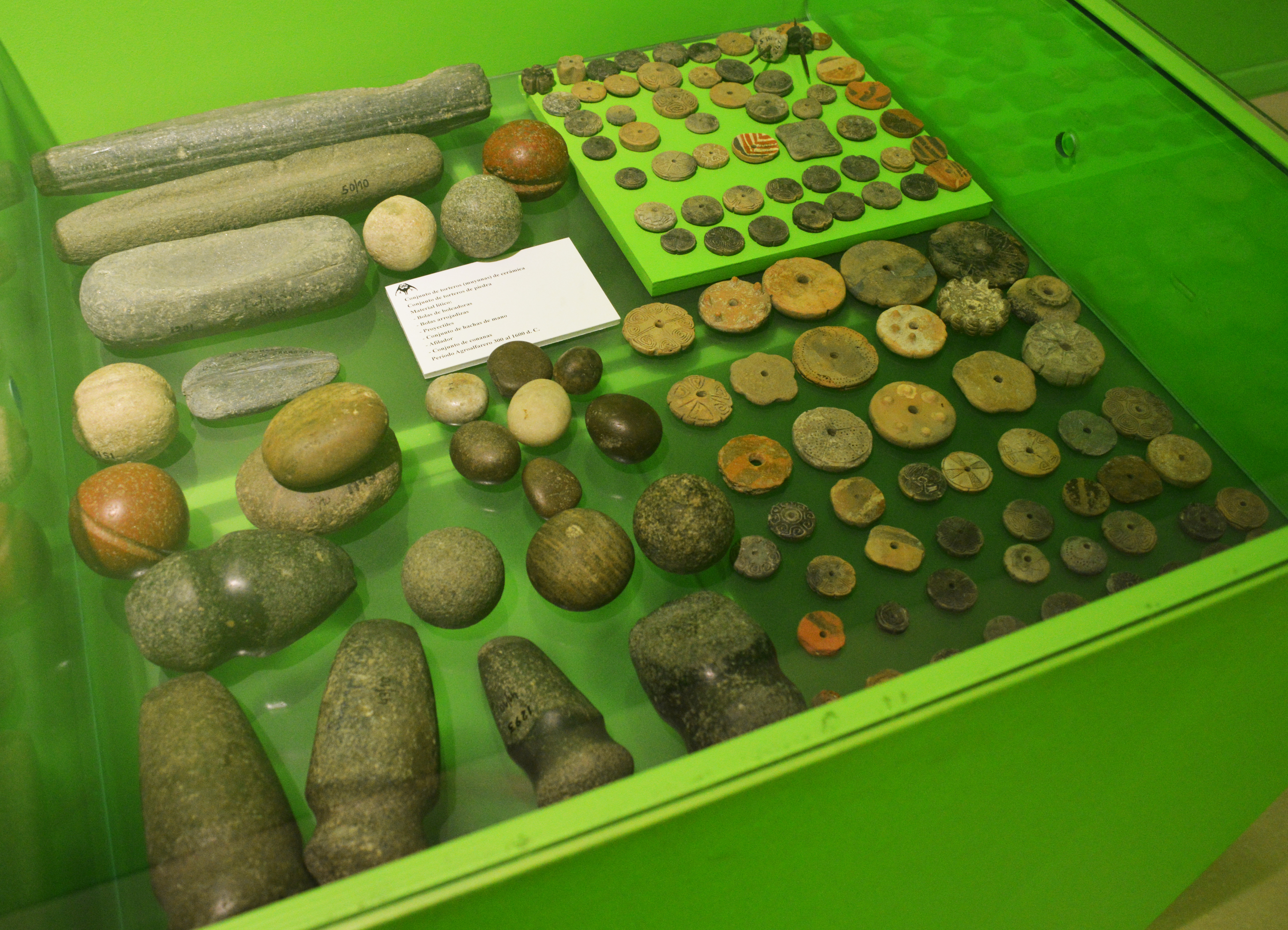
Conjunto de materiales líticos. Museo de Ciencias Antropológicas "Emilio y Duncan Wagner", Centro Cultural del Bicentenario, Santiago del Estero.

Es claro que esta problemática de identidad se inserta en consideraciones más amplias, tales como el uso del concepto de “cultura” para las entidades conocidas del noroeste. Por ejemplo, la Aguada está presente en Ambato, pero hay diferencias notorias con Hualfín, donde ha sido mejor estudiado.
A medida que un estilo se dispersa sufre modificaciones e incorpora elementos que estaban ausentes en la región donde se lo aisló роr primera vez. Todo eso hace que la dinámica de interrelaciones espacio-temporales resulte mucho más compleja que lo se pretende expresar a través de una seriación lineal. También resulta fuente de errores encerrar elementos contextuales locales dentro del rótulo de “cultura”, porque de esa forma el arqueólogo termina creando muchas culturas, aparentemente disociadas, cuando en realidad puede tratarse de una sola tradición u horizonte cultural, que contenga variedad de manifestaciones locales, con rasgos que las particularizan, pero que no las aíslan de la totalidad.
Estas consideraciones se hacen para que pueda entenderse que ante una situación como la que plantea Las Mercedes, la solución no es local sino global, en relación con el noroeste argentino. No hay duda de que Las Mercedes es originalmente intrusiva en Santiago, de modo que lo que habrá que averiguarse son las causas de la dispersión y las condiciones en que se produjo y los tipos de relaciones que se establecieron con las sociedades que ya ocupaban la llanura.
Desde este punto de vista, Las Mercedes es una entidad cultural que penetra en Santiago occidental porque sus sierras forman parte del sistema ecológico del Ambato. Роr lo tanto, al menos en sus momentos finales, Las Mercedes debió estar en contacto con Aguada y al mismo tiempo se introduce al interior de la llanura y debió hacer contacto también con los portadores de Fase Las Lomas, que comienza tal vez hacia el año 800 de nuestra era y que constituye la más antigua de las fases de la Tradición Cultural Chaco-Santiagueña propiamente dicha.
También queda pendiente el estudio de los mecanismos adaptativos y las razones por las que los portadores de materiales de Las Mercedes se expanden hasta la mesopotamia santiagueña. De lo que no hay duda es que de alguna forma entraron en contacto con grupos con alfarería de técnicas de la Cultura Sunchituyoj y les transmitieron elementos de su ideología draconiforme, como lo muestran los búhos draconizados de Fase Las Lomas.